# Björnlandet
Björnlandet är Sveriges 22:a nationalpark som invigdes den 18 september 1991 av kung Carl XVI Gustaf. Den ligger cirka 20 kilometer sydväst om Fredrika tätort i Åsele kommun i sydöstra Lappland (Västerbottens län).
Parken omfattade ursprungligen 1 130 hektar och utvidgades 2017 till 2 369 hektar. Björnlandet anses ha en av landets mest värdefulla urskogar, där tall dominerar med träd upp till mer än 450 års ålder. I nationalparken finns spår efter skogsbränder med den senaste stora skogsbranden 1831, ett av de stora brandåren i Norrland. Märkena efter skogsbränderna finns kvar som förkolnade stubbar och brandljud (stamskador orsakade av eld) på levande tallar. Troligen har det inte funnits någon fast bosättning inom området men däremot finns spår efter avverkningar och timmerflottning och i dag förekommer fortfarande renskötsel.
Floran är på grund av det kärva inlandsklimatet relativt artfattig, men lappranunkel finns i några ostörda gransumpområden i parken.
Utvidgningen 2017 innebar bland annat att de tidigare angränsande naturreservaten Björnlandet syd och Björnlandet öst införlivades i nationalparken.
I parken finns en markerad vandringsled med informationstavlor och vid Agnsjön finns rastplats med vindskydd, torrtoalett och informationstavla.

## Sevärdheter
Sevärdheter är den storslagna urskogen, blockmarkerna med sina höga stup samt de tydliga spåren av flera stora skogsbränder. 

## Bilder från området

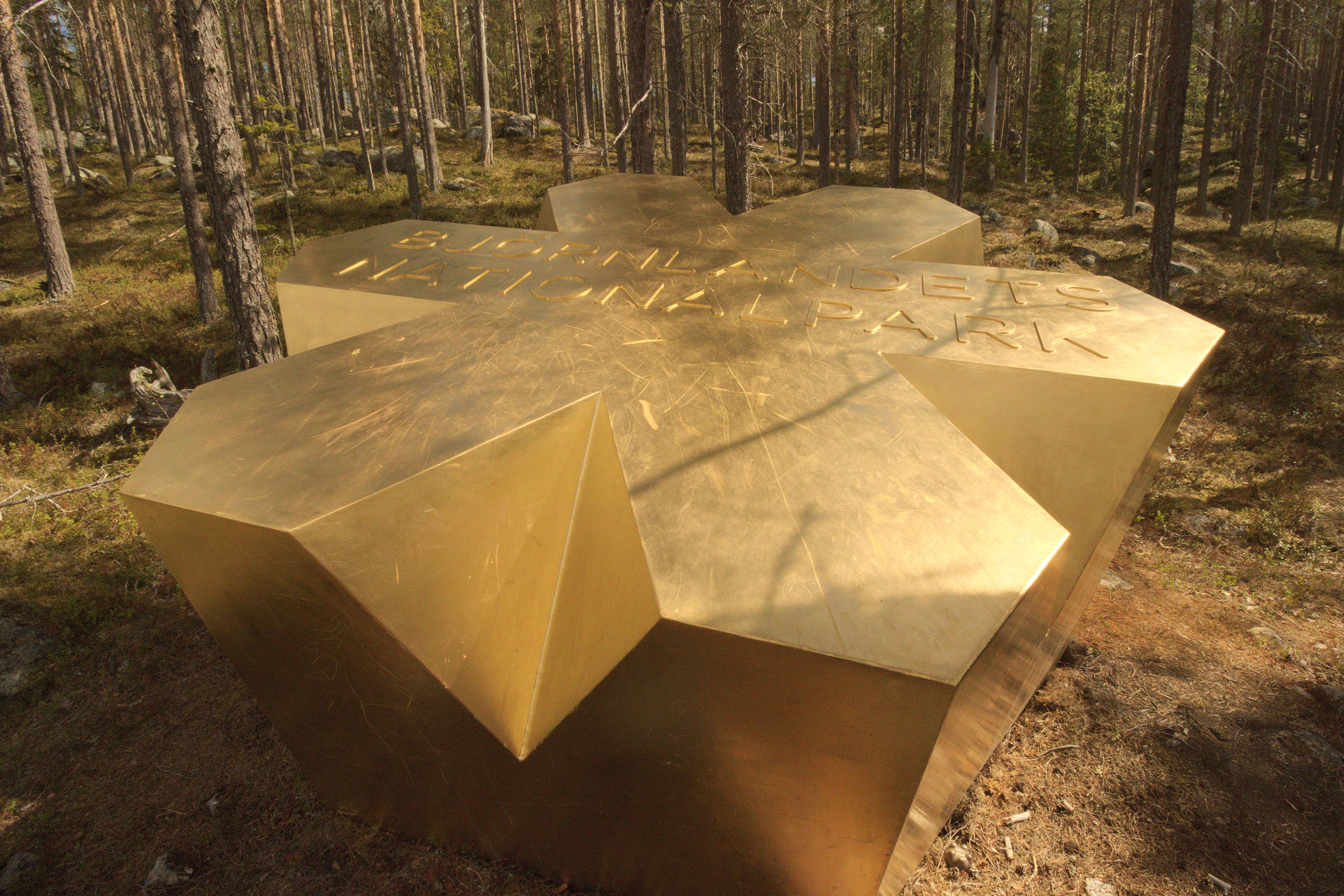
Nationalparkens guldstjärna
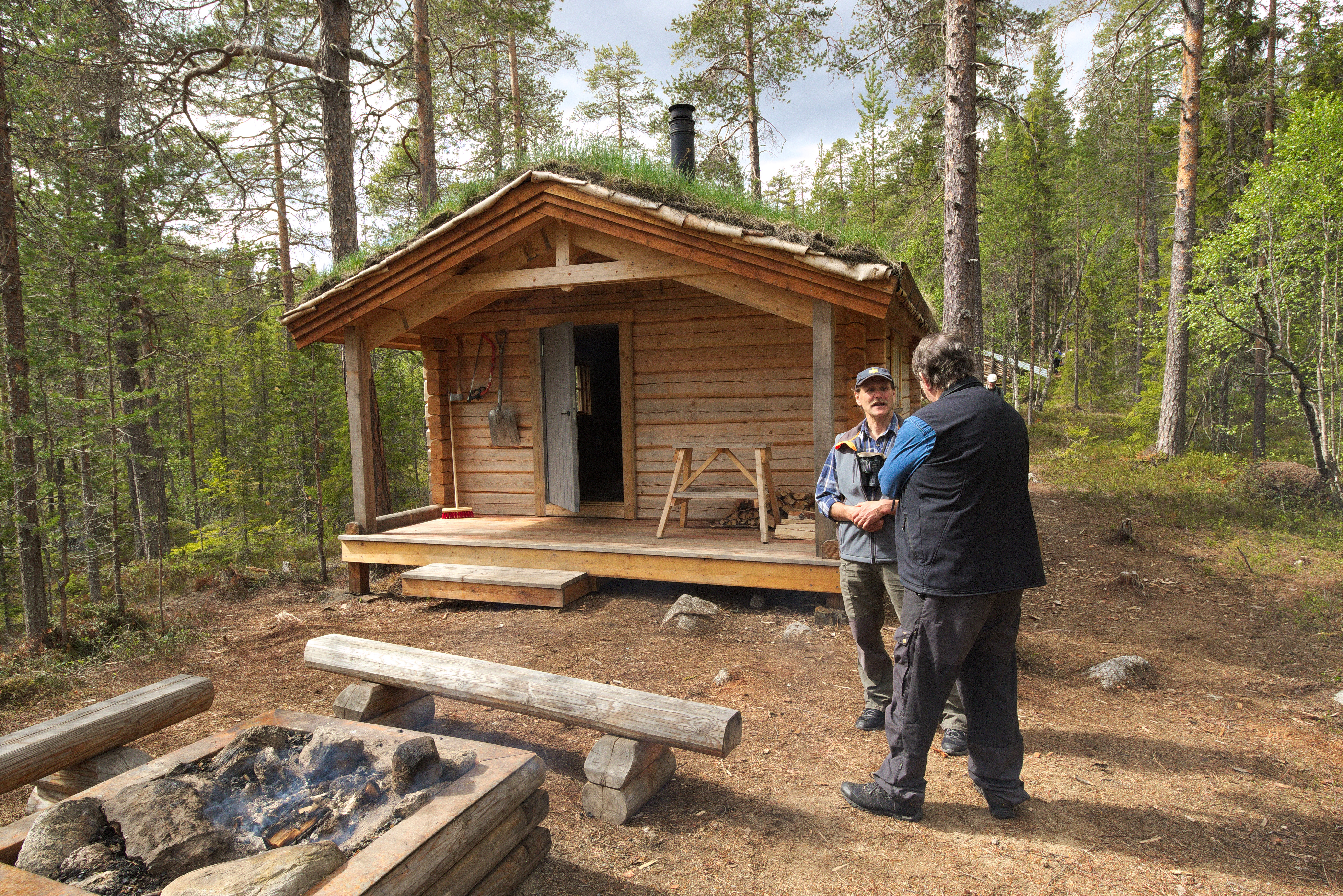
Angsjöstugan
Panorama över Angsjön

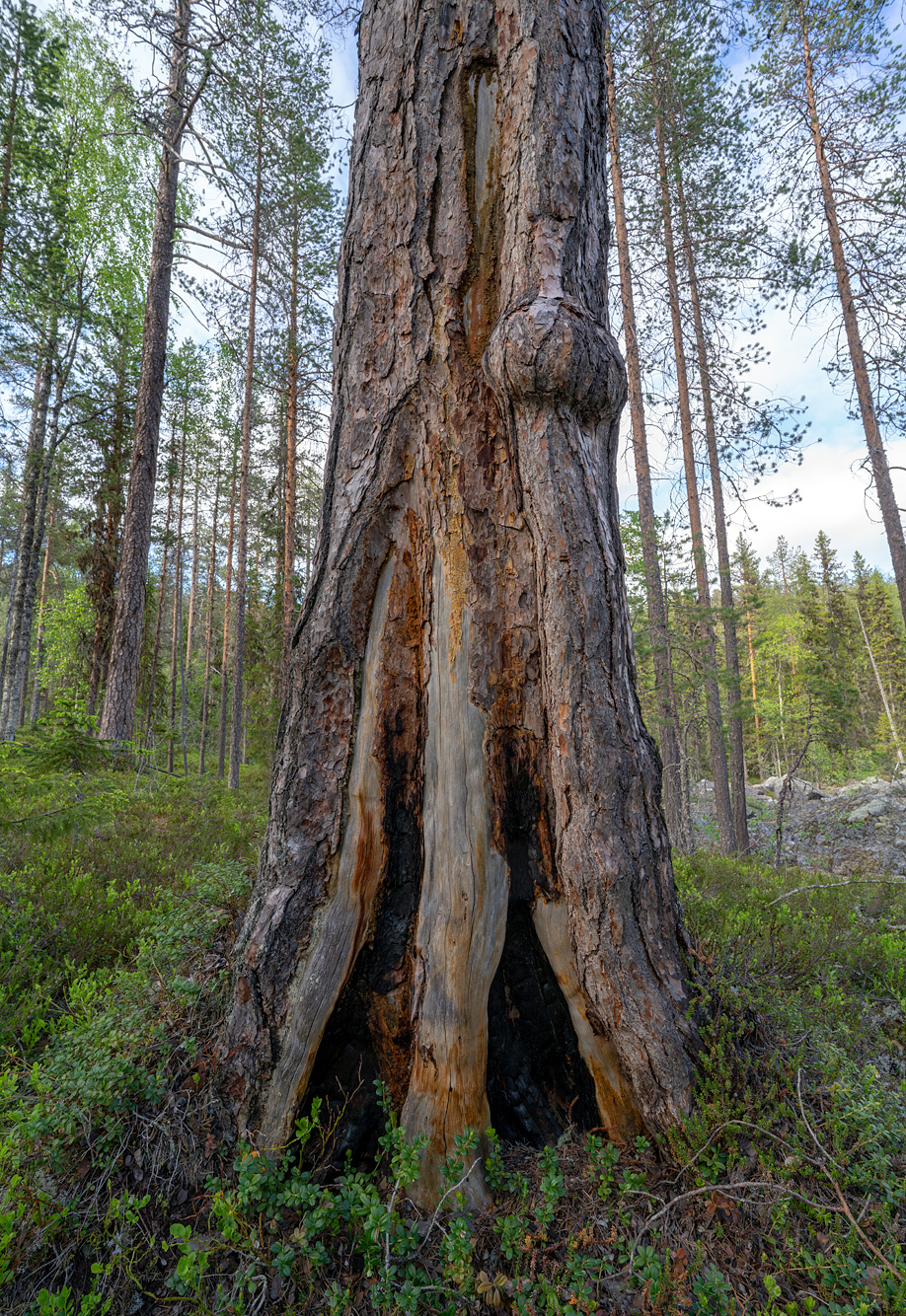
Brandljud på tall som överlevt en skogsbrand.
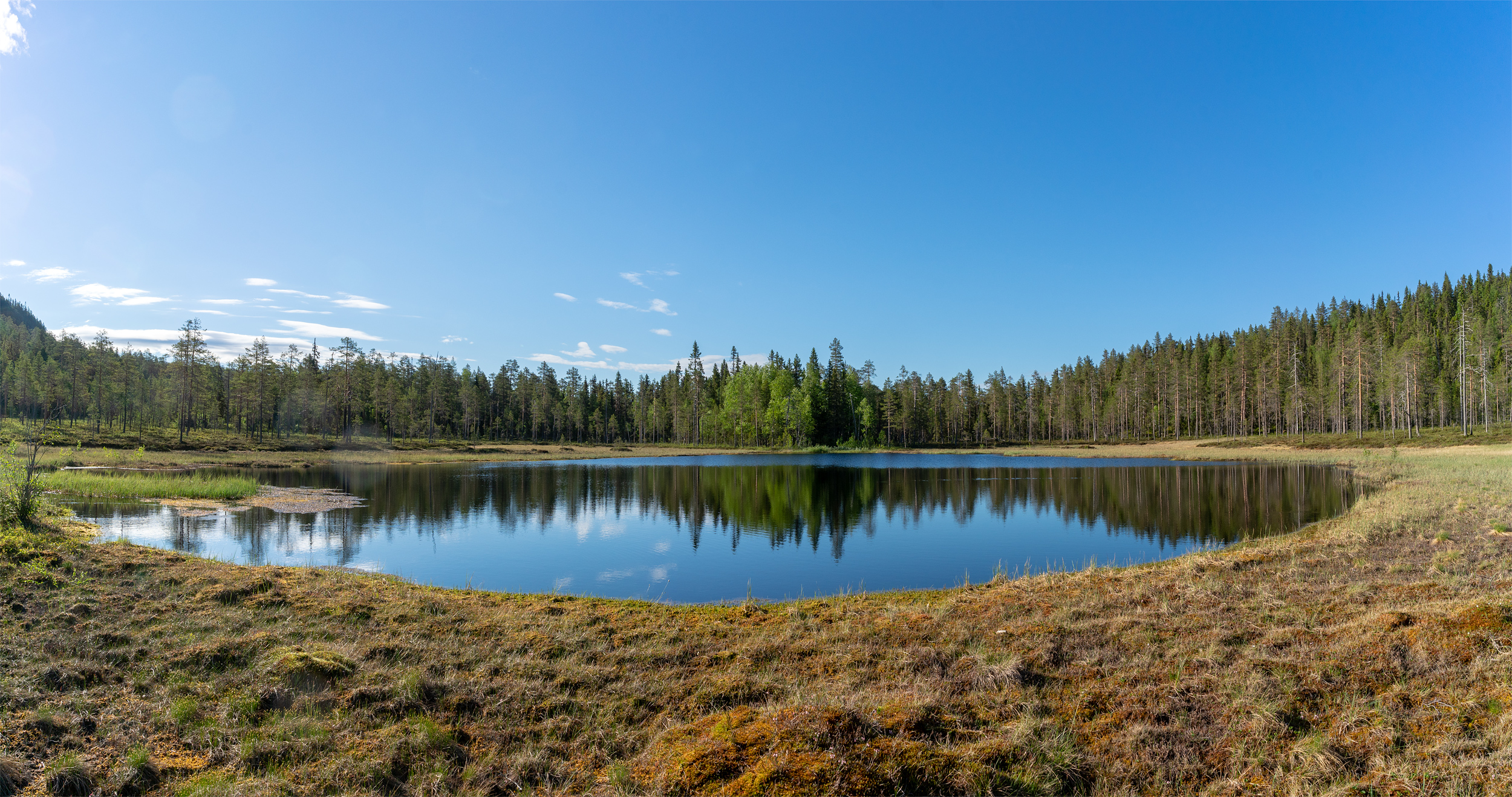
Svärmorstjärnen.
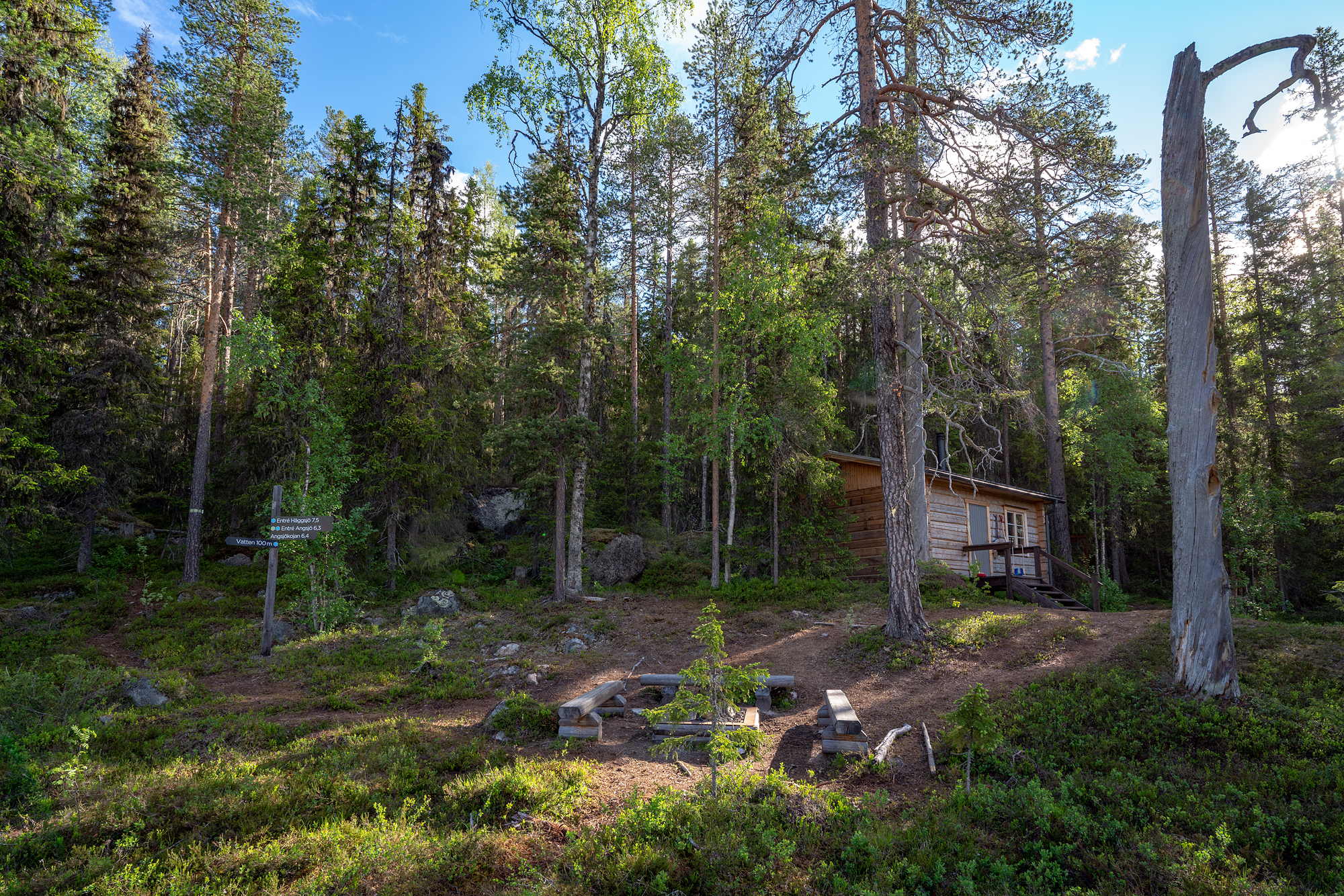
Svärmorskojan.
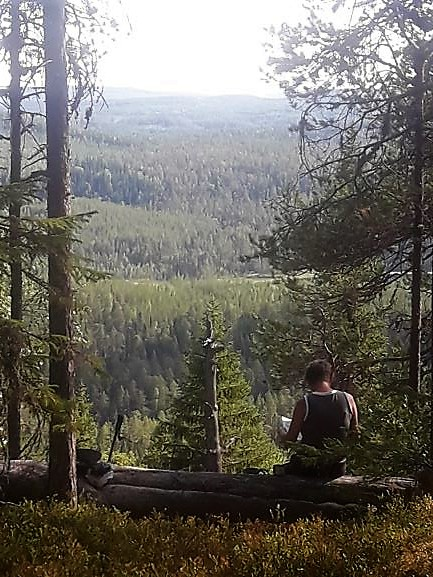
Svärmorsutsikten
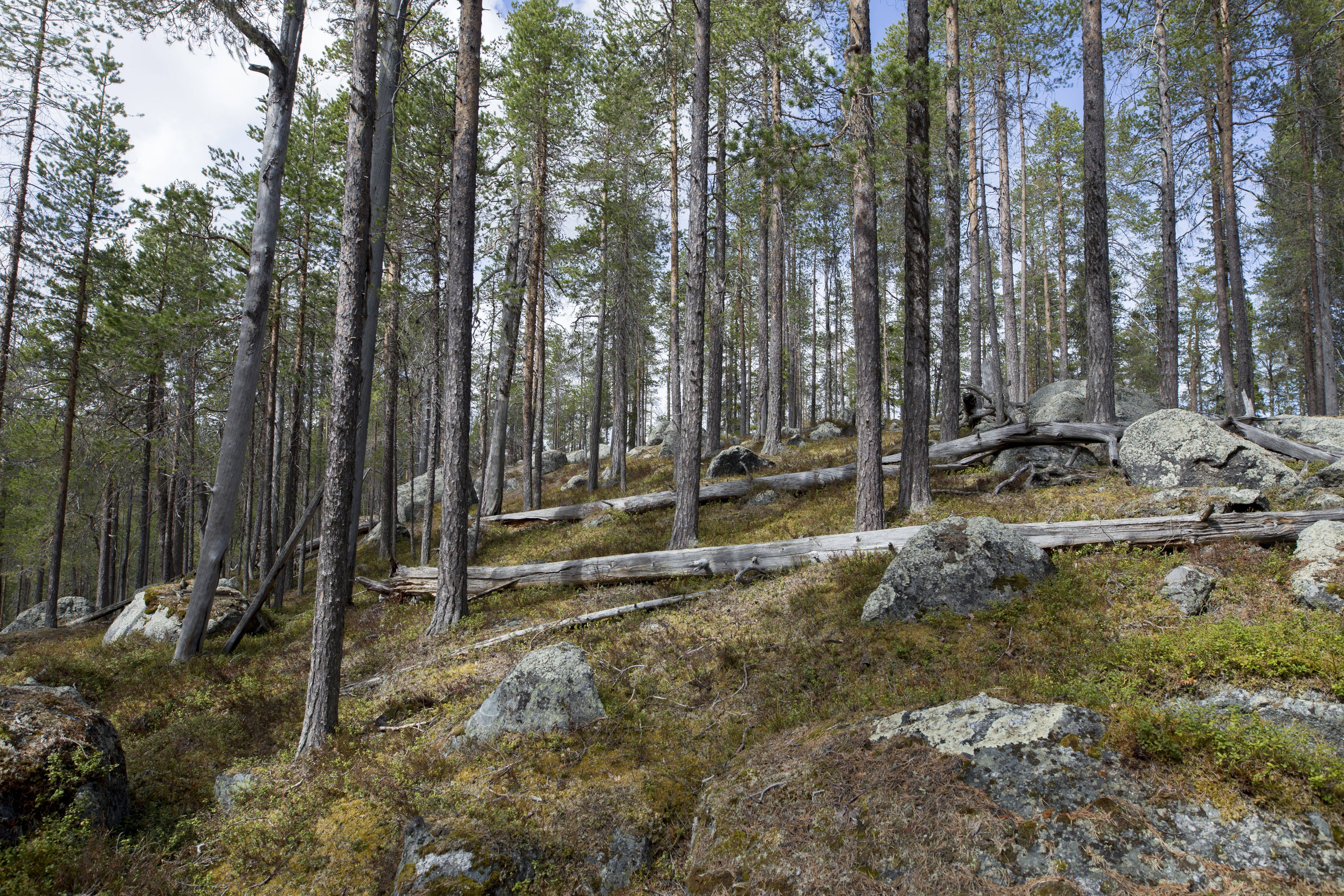